# 対共産圏補完外交
対共産圏補完外交（たいきょうさんけん ほかんがいこう）とは、東西冷戦期の日本社会党が取った外交路線を指す。自由民主党の外交路線である、親米路線を補完するものと位置付けられる。
起源は、サンフランシスコ平和条約時の、単独講和に遡る。講和の対象から除外された社会主義国家群との橋渡しを担うとの気概があった。
日本が中華民国と外交関係があったときには中華人民共和国と交際し、外国人と市民の交流を喜ばない中華人民共和国の門戸を開けさせようとした。また、日本と外交関係がなかった朝鮮民主主義人民共和国との交流も推進した。反帝平和主義に則り、社会主義は平和勢力との偏った規定があったが、世界の3分の1が社会主義国家群であった頃、対共産圏補完外交は、それなりの意味があった。
スペインで日本人留学生が失踪し、北朝鮮の関与が噂されたとき、留学生の両親は、朝鮮労働党の友党であった日本社会党の門を叩いた。が、「日本人を拉致するわけない」とする友党の説明を信用するしかなかった。